# 奧卡
奧卡是西非國家尼日利亞南部的城市，也是阿南布拉州的首府，位於該國最大城市拉各斯以東約600英里，該地區的大部分居民是伊博族，市內有兩所大學，2006年人口301,657。
6°12′25″N 7°04′04″E / 6.20694°N 7.06778°E